# 大竹市立小方中学校
大竹市立小方中学校（おおたけしりつ おがたちゅうがっこう）は広島県大竹市小方ヶ丘1-1に位置する公立中学校である。初代校舎は小方1丁目に所在していた。
2008年1月現在の校長は17代目にあたる。

## 沿革
- 1947年4月1日 佐伯郡小方村立中学校設立認可
- 1950年
  - 4月7日-阿多田分校を小方教場へ統合
  - 4月17日-穂仁原分校を小方教場へ統合
- 1950年9月30日-飯谷分校を小方教場へ統合
- 1952年11月1日-小方町立小方中学校と改称
- 1954年9月1日-大竹市市制施行に伴い、初代・大竹市立小方中学校と改称
- 2013年
  - 3月31日-岩国大竹道路建設に伴う立ち退きの為、初代校舎を閉鎖。
  - 4月1日-小方学園設立、新たに造成された小方ヶ丘に校舎移転。生徒数の減少を背景に小方小学校との小中一貫校となる。

## 校訓
自主・協同・勤労

## 学区内の名所・役場
- 阿多田島
- 亀居公園
- 大竹市役所

## アクセス
- JR西日本 玖波駅下車、徒歩30分
- 大竹インターチェンジより車で4分